# Rivière Clova
Rivière Clova är ett vattendrag i Kanada.   Det ligger i provinsen Québec, i den sydöstra delen av landet, 280 km norr om huvudstaden Ottawa. Rivière Clova ligger vid sjön Lac McLaren.
I omgivningarna runt Rivière Clova växer i huvudsak blandskog. Trakten runt Rivière Clova är nära nog obefolkad, med mindre än två invånare per kvadratkilometer.